# Суджа (річка)
Суджа — річка Большесолдатському й Суджанському районах Курської області Росії, права притока річки Псел.
Довжина становить 63 км, площа водозбору — 1102 км². Живлення переважно снігове. Замерзає в грудні, розкривається в кінці березня — початку квітня. Заплава річки місцями сильно заболочена, особливо в нижній течії.
Притоки: Скородна — 22 км, Воробжа — 28 км, Івниця — 23 км, Локня — 26 км, Мала Локня — 24 км, Смердиця — 17 км, Ржава — 9 км, Олешня — 12 км, Конопелька — 16 км.